# Françoise Oriane
Françoise Oriane (Brussel, 13 maart 1940 - aldaar, 14 november 2021) was een Belgische actrice.

## Biografie
Oriane was de dochter van Ernest Delmarche en Marie-Louise Derval, beiden operazangers. Ze was actief als actrice in het theater van 1958 tot 2011 en speelde rollen, bijrollen en figurantenrollen in meerdere televisieseries en langspeelfilms. Zo speelde ze onder andere in de films La reine Margot van Patrice Chéreau uit 1994, Odette Toulemonde van Éric-Emmanuel Schmitt uit 2006, J'enrage de son absence van Sandrine Bonnaire uit 2012 en Le grimoire d'Arkandias van Alexandre Castagnetti en Julien Simonet uit 2014 en onder meer in de series Voor wat hoort wat uit 2015, Ennemi public uit 2016 en (uitgezonden na haar overlijden) Pandore uit 2022.